# Ata Berk Mutlu
Ata Berk Mutlu (* 14. Juni 2005 in Çorlu) ist ein türkischer Schauspieler.

## Leben und Karriere
Ata Berk Mutlu wurde am 14. Juni 2005 in Çorlu geboren. Sein Debüt gab er 2010 in der Fernsehserie Aşk Bir Hayal. Im selben Jahr bekam er eine Nebenrolle in Cuma'ya Kalsa. Anschließend spielte Mutlu 2013 in dem Film  Arkadaşım Max die Hauptrolle. 2015 wurde Mutlu für die Serie Poyraz Karayel gecastet. Zudem gewann er 2015 die 42. Altın Kelebek Tv Yıldızları Ödülleri als Bester Kinderdarsteller. Unter anderem war er 2014 in dem Film Bana Adını Sor zu sehen. Seine nächste Hauptrolle bekam er 2018 in Rüzgar.

## Filmografie
Filme
- 2013: Arkadaşım Max
- 2014: Bana Adını Sor
- 2014: Pek Yakında
- 2018: Rüzgar

Serien
- 2010: Aşk Bir Hayal
- 2010: Cuma'ya Kalsa
- 2011: Anneler ile Kızları
- 2012: Bulutların Ötesi
- 2012–2014: Karadayı
- 2015–2017: Poyraz Karayel
- 2017–2018: Şevkat Yerimdar

## Auszeichnungen

### Gewonnen
- 2015: 42. Altın Kelebek Ödülleri in der Kategorie „Bester Kinderdarsteller“[3]